# Juan Luis Galiardo
Juan Luis Galiardo Comes (San Roque, Cádiz, 2 de marzo de 1940-Madrid, 22 de junio de 2012) fue un actor y productor español de cine, teatro y televisión.

## Biografía
Nacido en 1940, en San Roque (Cádiz), aunque la mayor parte de su infancia y juventud la pasó en Badajoz, a donde se había trasladado su padre por motivos laborales.
Acabó el Bachillerato, practicó el atletismo y estudió Ingeniería Agrónoma, de ahí pasó a Económicas y Derecho. Su amistad con alumnos de la Escuela de cinematografía le llevó a apasionarse por el cine, de tal manera, que abandona sus estudios en 1961, para ingresar al año siguiente en la Escuela Oficial de Cine, titulándose en esta academia, hoy desaparecida.
En el campo del teatro independiente, formó parte del TEI (Teatro Experimental Independiente) y el grupo Tábano. 
En los sesenta se convirtió en uno de los galanes del cine español, registro que le dio la oportunidad de llegar al extranjero, especialmente en México, donde llevó a cabo una gran actividad televisiva y cinematográfica y donde recibió en 1982 el Premio Heraldo al mejor actor —de habla hispana—. Cuando volvió a España fundó su propia productora Penélope Films que dio luz a la serie Turno de oficio y películas como El disputado voto del señor Cayo, de Antonio Giménez-Rico. 
Fue precisamente la serie Turno de oficio la que puso de manifiesto la evolución de Galiardo hacia papeles más maduros. Rompió con su imagen de galán y empezó a interpretar todo tipo de personajes, desde los más cómicos hasta los más dramáticos de los protagonistas a los secundarios. 
En esa época coprotagonizó algunas de las grandes producciones, de cine y televisión como La Regenta, dirigida por Fernando Méndez-Leite para TVE. 
Entre las películas más representativas de su trayectoria destacan Soldadito español (1988), Guarapo (1989), Don Juan, mi querido fantasma (1990), Madregilda (1993), Familia (1996), Pajarico (1997), Adiós con el corazón (1999), Lázaro de Tormes (2000), El caballero Don Quijote (2001) y Miguel y William (2007). Sus papeles en estas dos últimas producciones le han permitido ser, junto a Peter O'Toole, el único actor que ha interpretado a Cervantes y al personaje de su creación, Don Quijote de la Mancha.
En 2007 interpretó a Fidel Castro en Dios o Demonio, parodiando su posible huida a Miami como otro balsero más. Al año siguiente tuvo un importante papel homosexual en la película de temática gay Clandestinos, que levantó cierta polémica sobre todo debido a la imagen promocional de la película: un Guardia Civil hace una felación a un terrorista que le apunta con una pistola en la cabeza.
El actor residía en Madrid, en el barrio de Prosperidad (distrito de Chamartín). 
Falleció el 22 de junio de 2012 en la Clínica de la Zarzuela de Madrid donde se encontraba en cuidados paliativos, después de «una rápida y devastadora» enfermedad (un cáncer de pulmón), señaló su representante, Anabel Mateo.

## Filmografía parcial

### Cine
| Año  | Título                                               | Director                                       |
| ---- | ---------------------------------------------------- | ---------------------------------------------- |
| 2011 | La chispa de la vida                                 | Álex de la Iglesia                             |
| 2011 | La daga de Rasputín                                  | Jesús Bonilla                                  |
| 2008 | Clandestinos                                         | Antonio Hens                                   |
| 2007 | Dios o demonio                                       | Alejandro González Padilla                     |
| 2007 | Miguel y William                                     | Inés París                                     |
| 2006 | Vecinos invasores (doblaje en español de Nick Nolte) | Tim Johnson Karey Kirkpatrick                  |
| 2004 | Franky Banderas                                      | José Luis García Sánchez                       |
| 2003 | El oro de Moscú                                      | Jesús Bonilla                                  |
| 2002 | Lisístrata                                           | Francesc Bellmunt                              |
| 2002 | El caballero don Quijote                             | Manuel Gutiérrez Aragón                        |
| 2001 | Torrente 2: misión en Marbella                       | Santiago Segura                                |
| 2000 | Lázaro de Tormes                                     | Fernando Fernán Gómez José Luis García Sánchez |
| 2000 | Adiós con el corazón                                 | José Luis García Sánchez                       |
| 1999 | Sí, quiero...                                        | Eneko Olasagasti Carlos Zabala                 |
| 1998 | Tango                                                | Carlos Saura                                   |
| 1998 | La niña de tus ojos                                  | Fernando Trueba                                |
| 1997 | Pajarico                                             | Carlos Saura                                   |
| 1997 | Siempre hay un camino a la derecha                   | José Luis García Sánchez                       |
| 1997 | Tranvía a la Malvarrosa                              | José Luis García Sánchez                       |
| 1996 | Familia                                              | Fernando León de Aranoa                        |
| 1996 | La leyenda de Balthasar el castrado                  | Juan Miñón                                     |
| 1995 | Suspiros de España (y Portugal)                      | José Luis García Sánchez                       |
| 1995 | Así en el cielo como en la tierra                    | José Luis Cuerda                               |
| 1994 | Por fin solos                                        | Antonio del Real                               |
| 1994 | Enciende mi pasión                                   | José Miguel Ganga                              |
| 1993 | Todos a la cárcel                                    | Luis García Berlanga                           |
| 1993 | Madregilda                                           | Francisco Regueiro                             |
| 1992 | Los mares del sur                                    | Manuel Esteban                                 |
| 1990 | Yo soy ésa                                           | Luis Sanz                                      |
| 1990 | Don Juan, mi querido fantasma                        | Antonio Mercero                                |
| 1989 | El vuelo de la paloma                                | José Luis García Sánchez                       |
| 1989 | Guarapo                                              | Hermanos Ríos                                  |
| 1988 | Pasodoble                                            | José Luis García Sánchez                       |
| 1988 | Soldadito español                                    | Antonio Giménez-Rico                           |
| 1987 | La guerra de los locos                               | Manuel Matji                                   |
| 1987 | El señor de los llanos                               | Santiago San Miguel                            |
| 1986 | El disputado voto del señor Cayo                     | Antonio Giménez-Rico                           |
| 1980 | La campanada                                         | Jaime Camino                                   |
| 1980 | ...Y al tercer año, resucitó                         | Rafael Gil                                     |
| 1979 | La boda del señor cura                               | Rafael Gil                                     |
| 1976 | Mayordomo para todo                                  | Mariano Ozores                                 |
| 1976 | Inquisición                                          | Jacinto Molina                                 |
| 1976 | Los buenos días perdidos                             | Rafael Gil                                     |
| 1975 | Madres solteras                                      | Antonio del Amo                                |
| 1975 | Novios de la muerte                                  | Rafael Gil                                     |
| 1974 | Clara es el precio                                   | Vicente Aranda                                 |
| 1972 | Marco Antonio y Cleopatra                            | Charlton Heston                                |
| 1972 | Ettore lo fusto                                      | Enzo G. Castellari                             |
| 1970 | Coqueluche                                           | Germán Lorente                                 |
| 1970 | Una señora llamada Andrés                            | Julio Buchs                                    |
| 1969 | Pepa Doncel                                          | Luis Lucia                                     |
| 1968 | Novios 68                                            | Pedro Lazaga                                   |
| 1968 | La chica de los anuncios                             | Pedro Lazaga                                   |
| 1968 | No desearás la mujer de tu prójimo                   | Pedro Lazaga                                   |
| 1968 | Cristina Guzmán                                      | Luis César Amadori                             |
| 1965 | Dos vivales en Fuerte Álamo                          | Giorgio Simonelli                              |
| 1965 | Acteón                                               | Jorge Grau                                     |
| 1965 | El arte de vivir                                     | Julio Diamante                                 |
| 1961 | La lágrima del diablo                                | Julio Diamante                                 |

### Televisión

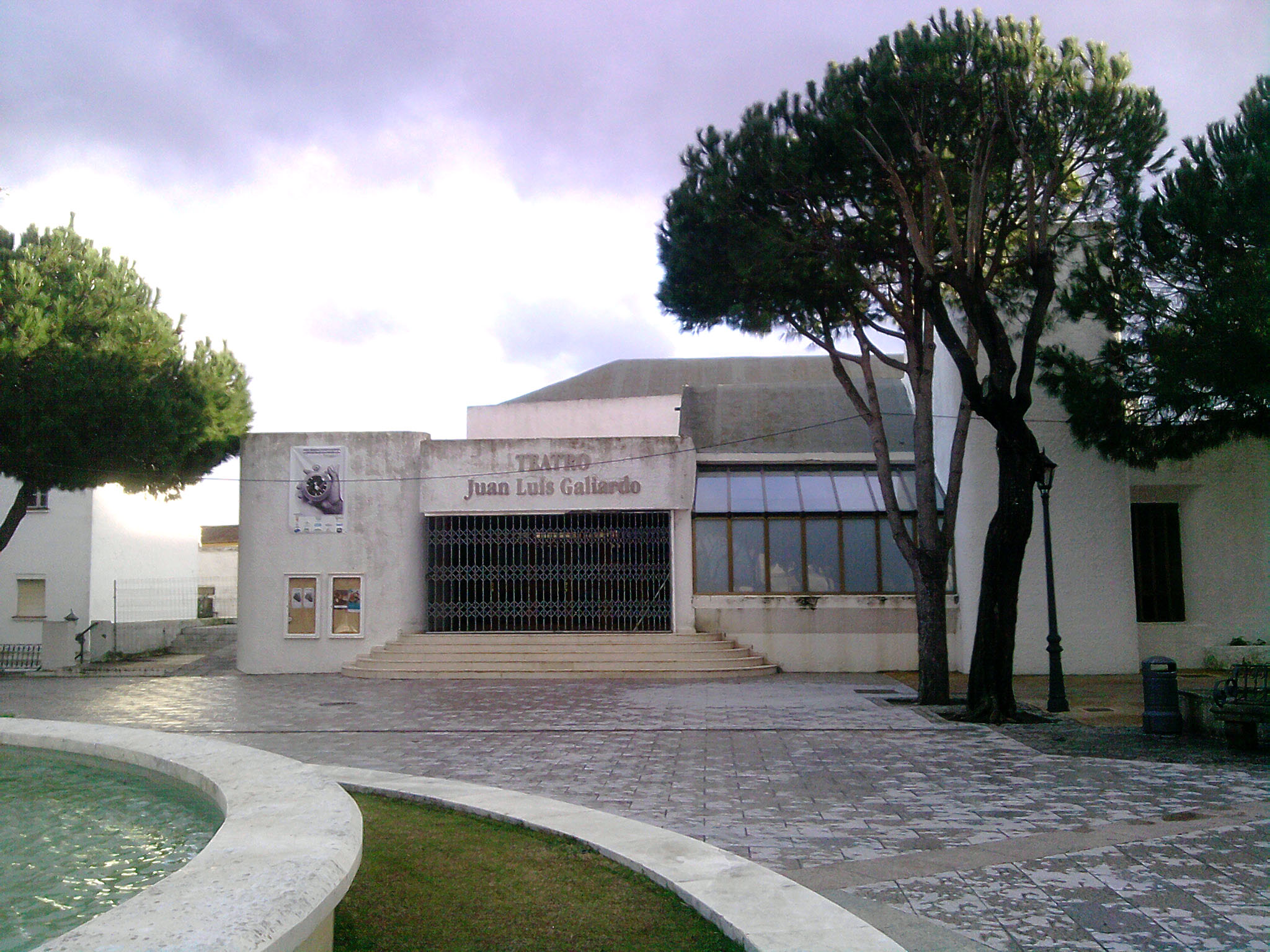
Teatro Juan Luis Galiardo, sala de teatro de San Roque, en la Alameda de Alfonso XI.

| Año       | Título                             | Notas |
| --------- | ---------------------------------- | --- |
| 2012      | Gran Hotel                         | |
| 2009      | 23-F:El día más difícil del rey    | Miniserie |
| 2008      | Martes de Carnaval                 | Episodios: La hija del capitán (5 de mayo de 2008) Las galas del difunto (8 de julio de 2008) Los cuernos de don Friolera (15 de julio de 2008) |
| 2001      | Mi teniente                        | |
| 2001      | Moncloa ¿dígame?                   | Episódico |
| 2000      | Usted puede ser un asesino         | |
| 2000      | Jacinto Durante, representante     | |
| 1997      | La banda de Pérez                  | Episódico |
| 1996      | Turno de oficio: Diez años después | |
| 1995      | La Regenta                         | Miniserie |
| 1995      | Por fin solos                      | |
| 1993      | Una gloria nacional                | Francisco Torralba |
| 1992      | Farmacia de guardia                | Episódico |
| 1990      | Eva y Adán, agencia matrimonial    | Episódico |
| 1989      | Séptimo cielo                      | Episódico |
| 1989      | Pedro I el Cruel                   | Juan Alfonso de Alburquerque |
| 1986-1987 | Turno de oficio                    | |
| 1985      | Página de sucesos                  | Episódico |
| 1983      | Anillos de oro                     | Episodios: Una hermosa fachada (28 de octubre de 1983)                                                                                          |
| 1982      | En busca del paraíso               | Telenovela en Televisa, México |
| 1981      | Quiéreme siempre                   | Telenovela en Televisa, México |
| 1980      | Colorina                           | Telenovela en Televisa, México |
| 1975      | El Teatro                          | Episodios: El castillo (20 de enero de 1975) |
| 1976      | Música y estrellas                 | Episódico |
| 1970      | Estudio 1                          | Episodios: Mesas separadas (23 de septiembre de 1979)                                                                                           |
| 1967      | La otra música                     | Episodios: La noticia (8 de octubre de 1967) |
| 1966      | Novela                             | Episodios: Contraseña del alba (12 de abril de 1966)                                                                                            |

### Teatro
- El avaro (2010-2012), de Moliére.
- Edipo Rey (2008), de Sófocles.
- Humo (2005), dirigido por Juan Carlos Rubio.
- Comedias Bárbaras (2003), de Valle-Inclán.
- Antígona (1996), de Sófocles.
- Lope de Aguirre, traidor (1992), de José Sanchís Sinisterra
- La malquerida (1974), de Jacinto Benavente.
- Los buenos días perdidos (1972), de Antonio Gala.
- Retablo jovial (1967), de Alejandro Casona.
- El rey Lear (1967), dirigida por Miguel Narros.
- El cuerpo (1966), de Lauro Olmo.
- Numancia (1966), dirigida por Miguel Narros.
- La Celestina, de Fernando de Rojas.
- Seis personajes en busca de autor, de Luigi Pirandello.
- La visita de la vieja dama, de Friedrich Dürrenmatt.
- Las últimas lunas, de Furio Bordón.
- Un hombre de suerte, de José Luis Alonso de Santos.

## Premios y candidaturas
Premios Goya
| Año  | Categoría                                   | Película                 | Resultado |
| ---- | ------------------------------------------- | ------------------------ | --------- |
| 1989 | Mejor interpretación masculina de reparto   | El vuelo de la paloma    | Nominado  |
| 2000 | Mejor interpretación masculina protagonista | Adiós con el corazón     | Ganador   |
| 2002 | Mejor interpretación masculina protagonista | El caballero Don Quijote | Nominado  |

Medallas del Círculo de Escritores Cinematográficos
| Año  | Categoría   | Película                 | Resultado |
| ---- | ----------- | ------------------------ | --------- |
| 1968 | Mejor actor | Labor de conjunto        | Ganador   |
| 2002 | Mejor actor | El caballero don Quijote | Nominado  |

Premios Sant Jordi
| Año  | Categoría           | Resultado |
| ---- | ------------------- | --------- |
| 2007 | Premio especial RNE | Ganador   |

Premios Fotogramas de Plata
| Año  | Categoría                      | Película/Serie/Obra                | Resultado |
| ---- | ------------------------------ | ---------------------------------- | --------- |
| 1986 | Mejor intérprete de televisión | Turno de oficio                    | Nominado  |
| 1996 | Mejor actor de televisión      | Turno de oficio: Diez años después | Ganador   |
| 1998 | Mejor actor de teatro          | Las últimas lunas                  | Nominado  |

Premios de la Unión de Actores
| Año  | Categoría                        | Película           | Resultado |
| ---- | -------------------------------- | ------------------ | --------- |
| 2008 | Mejor actor protagonista de cine | Martes de Carnaval | Nominado  |

Otros premios
- Mejor actor por Martes de Carnaval (2008, Festival de Cine Iberoamericano de Huelva)
- Premio ACE (Nueva York) por El caballero Don Quijote (2003)
- Mejor actor por Adiós con el corazón (2000, Festival de Cine Español de Málaga)
- Premios Turia: Premio por su trayectoria profesional (2001)
- Mejor actor por Familia (1997, Festival de Cine Hispano de Miami)